# Norman Schwarzkopf
Herbert Norman Schwarzkopf, Jr. (Trenton, 1934. augusztus 22. – Tampa, 2012. december 27.) amerikai tábornok, aki 1988 és 1991 között az Egyesült Államok hadseregének központi parancsnokságát irányította, majd az öbölháború idején a koalíciós csapatok főparancsnoka volt.

## Élete
Norman Schwarzkopf Trentonban született, New Jersey állam területén, Ruth Alice és id. Normann Schwarzkopf amerikai tábornok fiaként. Apai nagyszülei Németországból származtak. Apja munkája miatt a Schwarzkopf család gyakran utazott, ennek köszönhetően 1946-tól iskoláit Teheránban, Genfben és Frankfurt am Mainban végezte.
1956-ban fejezte be katonai tanulmányait a West Point katonai akadémián. 1964-ben a dél-karolinai egyetemen gépészmérnök diplomát szerzett. A West Point akadémia elvégzése után a 187. légiszállítású hadosztály keretében teljesített szolgálatot, majd 1961 - 1965 között Nyugat-Berlinben állomásozott. 1965-től a West Point gépészmérnöki karán tanított, azonban még ebben az évben önkéntesen jelentkezett Vietnámba, ahol a dél-vietnámi hadsereg légiszállítású zászlóaljainak kiképzőtisztjeként teljesített szolgálatot. Rövidesen hazatért és még két évig tanított a West Pointon, majd 1968-ban megnősült, Brenda Holsingert véve feleségül, majd még abban az évben visszatért Vietnámba. Innen hazatérve előbb Alaszkában, majd az Egyesült Államok Hadseregének csendes-óceáni parancsnokságában szolgált. Később a Fort Stewartban állomásozó 24. gépesített gyalogos hadtest parancsnoka lett. Az 1983-as grenadai invázió idején a megszálló csapatok egyik parancsnoka volt, a hadművelet sikerét követően a hadsereg vezérkari főnökségén kapott beosztást. 1988-ban kinevezték az Egyesült Államok Hadseregparancsnokságának főnökévé.
Mikor 1990-ben Irak megszállta Kuvaitot, az amerikai csapatok az általa kidolgozott haditerv alapján kezdtek a Desert Shield hadművelet megvalósításába, melynek fő célja Szaúd-Arábia megvédése volt az iraki invázió folytatásától. A hadművelet teljes sikerrel zárult, majd az ezt követő Desert Storm hadműveletben a Schwarzkopf által parancsnokolt koalíciós haderő felszabadította Kuvaitot és békére kényszerítette Irakot. A harcok alatt katonái a Stormin' Norman becenévvel ruházták fel.
Az Öbölháború után felajánlották számára a hadsereg vezérkari főnökének tisztségét, ő azonban ezt visszautasította. 1991 augusztusában nyugdíjba vonult, majd önéletrajzot írt, melyet 1992-ben adtak ki, It Doesn't Take a Hero címmel. Nyugdíjas éveiben az NBC news hírügynökség katonai elemzőjeként dolgozott, ahol főként az iraki háborúról írt igencsak kritikus hangvételű elemzéseket. 1993-ban prosztatarákot diagnosztizáltak nála, amelyből azonban sikeresen kigyógyult. Élete utolsó éveit a floridai Tampában töltötte, itt is hunyt el 2012. december 27-én, 78 évesen, tüdőgyulladásban.